# Station Littlehaven
Littlehaven is een spoorwegstation van National Rail in Horsham in Engeland. Het station is eigendom van Network Rail en wordt beheerd door Southern. 